# Stadtmühle Dinkelsbühl

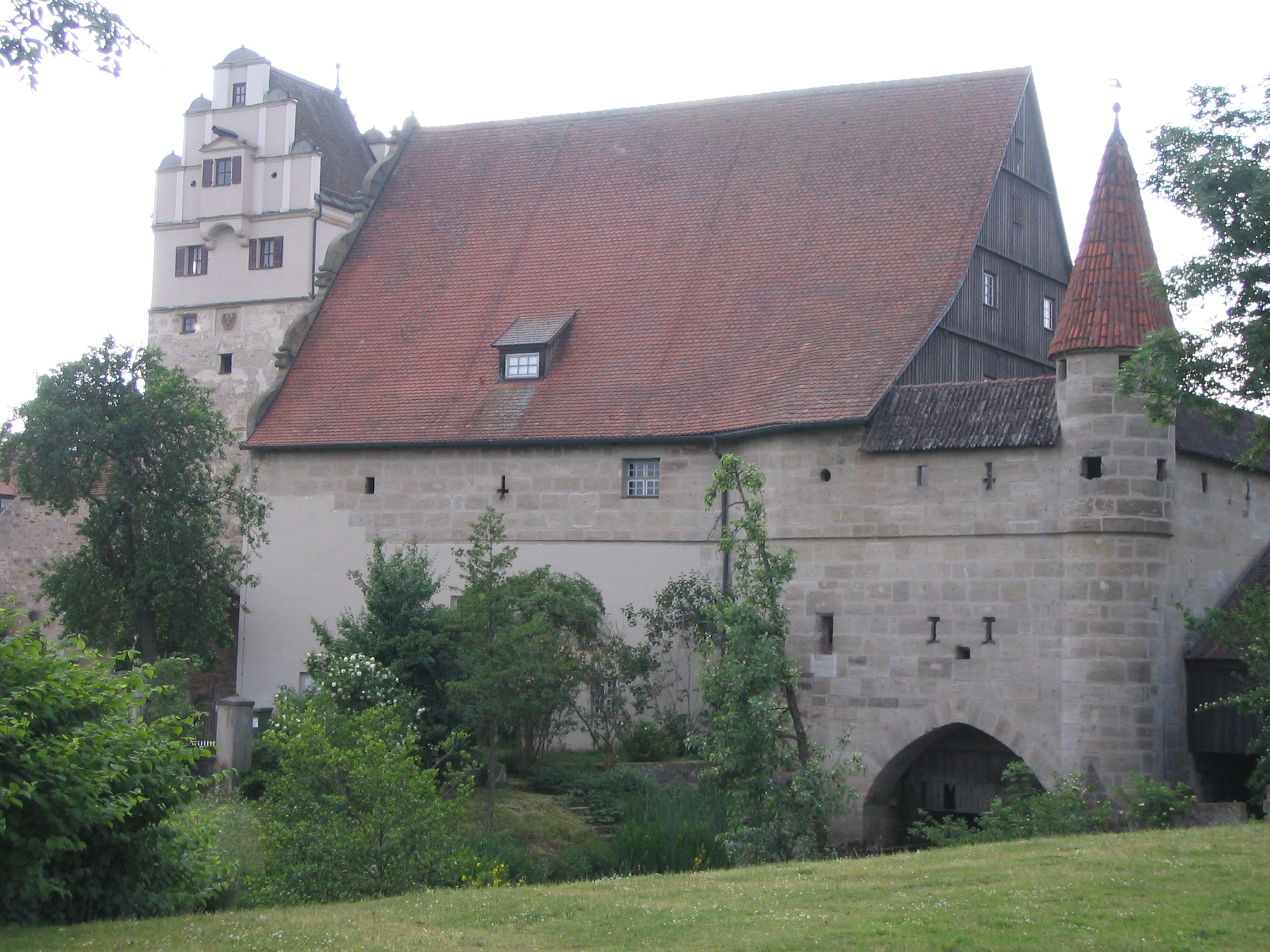
Blick auf die Stadtmühle

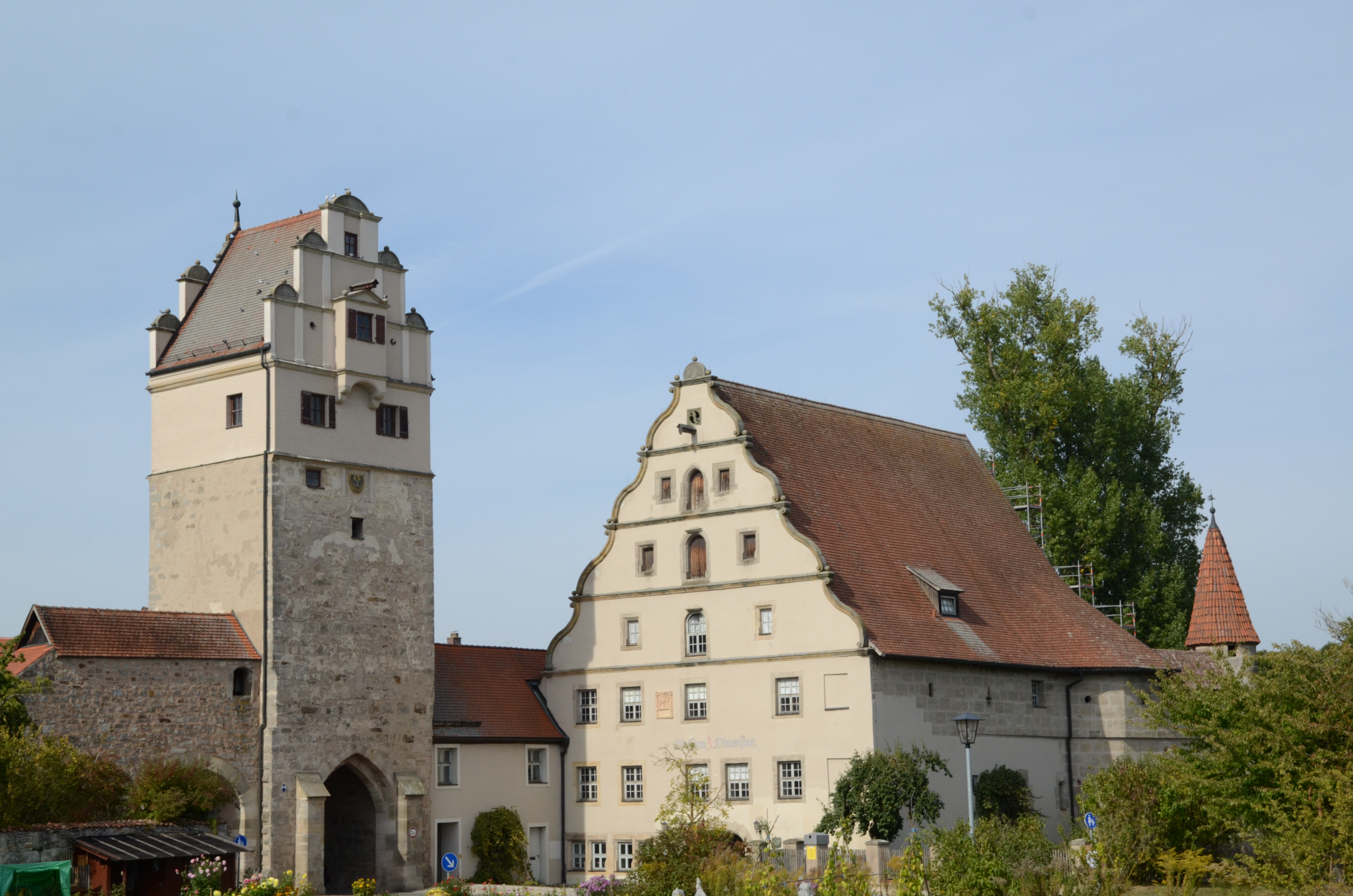
Stadtmühle neben dem Nördlinger Torturm

Die Stadtmühle Dinkelsbühl ist eine alte Wehrmühle in der einstigen Stadtbefestigung von Dinkelsbühl in Bayern. Sie ist in der Liste der Baudenkmäler unter der Nummer D-5-71-136-310 erfasst.

## Architektur und Geschichte
Möglicherweise stand an der gleichen Stelle schon ein Vorgängerbau aus der Stauferzeit im 12. und 13. Jahrhundert. Als die Reichsstadt Dinkelsbühl 1378 das Privileg Kaiser Karls IV. erhielt, zwei Mühlen „bauen und setzen“ zu dürfen, wo immer die Stadt es wolle, wurde dieser Mühlbau errichtet.
Er hatte an zwei Seiten einen Wassergraben. Das Mühlhaus hatte eine Giebelbreite von 16 m und eine -länge von 22 m. Die feldseitige Traufseite zum Inneren Stadtgraben hin ruht auf einem 3,50 m tiefen Fundament. Im Erdgeschoss befinden sich drei Schießscharten, einen Meter über dem ursprünglichen Fußboden beginnend, heute unter Putz. Das 2. Obergeschoss und der Giebel waren in Fachwerk ausgeführt. Der „alte Stadtmüller“ wird 1424 genannt. Eine stadtseitige Ecke der Mühle stieß an die Stadtmauer, wo sich der Mauereckturm Am Türlein befand. Um 1400 verband man die andere Ecke des Mühlhauses mit dem Nördlinger Torturm durch die Stadtmauer, sodass das Mühlhaus die Funktion des Wehrgangs übernahm.
Die Mühlradstatt, eine Umbauung des Mühlrads, ist über dem Auslauftor des Mühlgrabens mit dem Baujahr 1490 bezeichnet. Der Mühlbau hatte nun eine Gesamtlänge von 30 m. Das Wehrgangpflaster der Radstatt liegt 6 m hoch. Die 2 m hohe Brustmauer zeigt an der Langseite fünf, an den Seiten über dem Mühlgraben je drei Schießscharten. Im schrägen Verbindungsstück zum Mühlhaus sind zwei Ochsenaugen. Die zwei aus Sandsteinquadern erbauten Ecktürme sind bis zur Wehrganghöhe gefüllt, haben Kegeldächer und eine Gesamthöhe von 15,5 m.
Nach dem Bau des Torzwingers am Nördlinger Torturm in den ersten Jahrzehnten nach 1500 wurde der Wehrgang verlegt. Er führte jetzt von der Stadtmauer über den Torzwinger und die Mühlhofmauer zum Mühlhaus, in dem er feldseitig zur Radstatt und auf dieser zum Turm Am Türlein und weiter auf der Stadtmauer zum Bäuerlinsturm ging. Hierzu wurde die Mühlwand in Steinbauweise aufgestockt und mit Schießscharten versehen. Im Zusammenhang damit wurde der Vordergiebel als Fachwerkbau erneuert.
Im Jahr 1600 wurde dieser Giebel, Firsthöhe 21 m, laut Bautafel durch einen Steingiebel im Renaissancestil ersetzt, dieser zeigt einen kaiserlichen Doppelkopfadler, das Stadtwappen in den Fängen haltend mit der Inschrift: „Alß man zeelt M.D C. Jar / diser Gibel von Neüem / gebaüet wahr.“ (Original heute in der Mühle). Am Wehrgangzutritt im 2. Obergeschoss befindet sich heute eine Fensternische. Der Dachstuhl ist 12 m hoch, hat drei Speichergeschosse und einen Neigungswinkel von 56°. Bei einem Feuer 1923 brannte die Mühle völlig aus, die Dachstühle von Mühlhaus und Radstatt sind erneuert worden.
Die Reichsstadt Dinkelsbühl und ihr Besitz und damit auch die Stadtmühle kamen 1802 unter bayerische Hoheit. Die Kriegs- und Domänenkammer verkaufte sie 1808 samt Sägemühle, Stall und Hof für 8.900 Gulden an den Meistbietenden. Es erfolgten Veränderungen an den Fensterreihen der Fassade, der Mühlhof-Wehrgang wurde abgebrochen, schließlich um 1815 auch die Mühlhofmauer und der Torzwinger. Der zur Mühle gehörende Turm Am Türlein wurde 1819 abgebrochen. In den Besitz der Stadt zurück kam die Mühle 1984.
Nach umfangreichen Renovierungen beherbergt das Gebäude heute das Museum 3. Dimension.